# جلیل رحیمی جهان‌آبادی
جلیل رحیمی جهان‌آبادی (زاده ۱۳۵۱ در تربت جام) سیاستمدار اصلاح‌طلب ایرانی است که به عنوان  نماینده تربت جام، تایباد، باخرز و صالح‌آباد در ادوار دهم و یازدهم مجلس شورای اسلامی فعالیت می‌کرد. وی همچنین عضو کمیسیون امنیت ملی و سیاست خارجی مجلس شورای اسلامی بود.
او از حوزهٔ انتخابیهٔ تربت جام، تایباد، باخرز و صالح آباد استان خراسان رضوی با آراء ۱۰۸٬۹۳۴ (۵۴٫۵۳ درصد) به مجلس دهم راه پیدا کرد و به مجلس یازدهم نیز رفت.

## سمت‌ها
به نقل وبگاه مرکز پژوهش‌ها، وی دارای دکترای تخصصی روابط بین‌الملل است. همچنین او به مدت ۴ سال، عضو کمیسیون قضایی و حقوقی مجلس شورای اسلامی بوده است.

## حواشی
رحیمی جهان آبادی در پاسخ به انتقاد سید مصطفی محقق داماد از رفتار نمایندگان و نحوه مدیریت مجلس، او را آخوند دو ریالی نامید.